# Márta Sebestyén
Márta Sebestyén (Budapest, 19 agosto 1957) è una cantante ungherese interprete di musica folk,  nonché compositrice e attrice.

## Biografia
Voce del gruppo folk ungherese dei Muzsikás dal 1973, ha anche all'attivo una carriera di cantante solista. Nel suo repertorio figurano anche adattamenti di brani tradizionali di altre culture (tra le altre: hindi, yiddish, celtica, serba e bulgara). I suoi adattamenti di brani tradizionali ungheresi della regione di Somogy e della Transilvania compaiono nell'album Boheme dei Deep Forest, vincitore nel 1996 del Grammy Award come migliore album di World Music.
Tra le sue collaborazioni, ha cantato nel film Il paziente inglese (Szerelem, szerelem) ed è comparsa nel ruolo di una cantante nel film Music Box - Prova d'accusa di Constantin Costa-Gavras. Il 2 giugno 2005 il presidente della Repubblica italiana Carlo Azeglio Ciampi le ha conferito il titolo di Cavaliere dell'Ordine al merito della Repubblica Italiana. Il 1º giugno 2010 l'UNESCO le ha conferito il premio "Artist for Peace".

## Discografia

### Album
- 1987 - Muzsikás
- 1992 - Transylvanian Portraits
- 1995 - Kismet
- 2000 - Dudoltam én
- 2000 - High Days: Hungarian Christmas Folk Songs
- 2009 - I Can See the Gates of Heaven...

### Compilations
- 1992 - Apocrypha
- 1997 - The Best of Márta Sebestyén
- 2000 - World Star of World Music

### Partecipazioni
- 1983 - István a király
- 1986 - Vujicsics
- 1991 - Blues for Transylvania (Muzsikás)
- 1992 - EastWind (Andy Irvine & Davy Spillane)
- 1992 - Szól A Kakas Már - Magyar Zsidó Népzene / Hungarian Jewish Folk Music (Muzsikás)
- 1995 - Boheme (Deep Forest)
- 1996 - Szerelmeslemez (Loverecord)
- 1996 - Emigration (Karoly Cserepes)
- 1997 - Morning Star (Muzsikás)
- 1998 - Connecting Images (Julius Dobos, Nokia)
- 1999 - Mountain Flying (Julius Dobos)
- 1999 - The Bartok Album (Muzsikás)
- 2000 - Fairyland (Kati Szvorak)
- 2008 - Big Blue Ball